# 楕円曲線暗号の特許
楕円曲線暗号 (ECC) の特許に関する不透明さ、もしくは楕円曲線暗号の特許は楕円曲線暗号の普及を妨げている要因の一つである。例えば OpenSSL チームにおいては、ECC対応のパッチが投稿されたのが2002年であるという事実にもかかわらず、2005年になって (OpenSSLバージョン0.9.8において) ようやく受理された。
セキュリティ専門家であるブルース・シュナイアーは2007年5月31日に「Certicom社は確かにECCの所有権を主張することができる。このアルゴリズムはCerticom社の創業者により開発され特許取得されており、特許は首尾よく記述され強固なものである。私はそれを好きではないが、彼らは所有権を主張できる。」と述べている。
加えて、アメリカ国家安全保障局 (NSA) は NSA Suite B Cryptographyアルゴリズムのために、EC MQV および、他の ECC の特許をCerticom 社（2009年にリサーチ・イン・モーションにより買収済み）より取引額 2500万米ドルでライセンス供与された。ただしEC MQV は今ではSuite Bには含まれていない。
しかしながら、RSAラボラトリによれば「これらのすべてのケースにおいて、特許となるのは実装技術であり、その原理や表現ではなく、特許に抵触しない別の互換性のある実装技術がある。」
加えて、ダニエル・バーンスタインは、彼のCurve25519 楕円DH アルゴリズムもしくはその実装について、それをカバーする特許があるとは、なにも "存じません" と言っている。

## 既知の特許
- Certicom 社は正規基底表現における効率的な GF(2n) 乗算の特許を保持している。
- Certicom 社はMQV (Menezes（英語版）, Qu, and Vanstone（英語版）) 鍵交換技術を対象とする複数の特許を保持している。
- Certicom 社は中間者攻撃をECCを用いて防御する鍵交換メッセージの検証技術に関するアメリカ合衆国特許第 6,563,928号 を保持している。
- Certicom 社は楕円曲線上の点の表現を圧縮する技術に関するアメリカ合衆国特許第 6,141,420号 を保持している。
- Certicom 社はMontgomery Ladderにより投影座標におけるバイナリ曲線上の点の2倍算のX座標を計算する アメリカ合衆国特許第 6,782,100号 を保持している。
- アメリカ国家安全保障局 は効率的な正規基底における効率的なGF(2n)の計算における特許アメリカ合衆国特許第 4,567,600号、アメリカ合衆国特許第 4,587,627号、 アメリカ合衆国特許第 6,212,279号、 アメリカ合衆国特許第 6,243,467号 を保持している。(幾つかの特許の条項は存続期間を過ぎている。)
- RSA Data Security は効率的な基底の変換（英語版）(basis conversion)に関する アメリカ合衆国特許第 5,854,759号 を保持している。
- ヒューレット・パッカード は楕円曲線上のデータ点の圧縮と復元の アメリカ合衆国特許第 6,252,960号 を保持している。

NSAによれば、Certicom社は一般の楕円曲線と公開鍵暗号の130以上の特許を保持している。.
ECCに関連する特許の完全なリストを作るのは困難だが、良い出発点はStandards for Efficient Cryptography Group (SECG)である。このグループは ECC に基づいた標準の開発に専心して貢献している。幾つかの特許の主張の有効性について論争がある。

## ソニーに対するCerticom社の訴訟
Certicom社は2007年5月30日にテキサス州東部地区連邦地方裁判所のマーシャル事務所においてAdvanced Access Content SystemおよびDigital Transmission Content Protection (DTCP) におけるソニーのECCの利用が暗号方法にするCerticom社の特許を侵害しているとしてソニーを相手取り提訴した。特に、Certicom社はアメリカ合衆国特許第 6,563,928号 および アメリカ合衆国特許第 6,704,870号の侵害を主張した。本訴訟は2009年5月27日に却下された。
ソニーは先行技術として次の二つを主張している:
- アメリカ合衆国特許第 6,704,870号 に対して: Alfred J. Menezes, Minghua Qu and Scott A. Vanstone, IEEE P1363 Standard, Standard for RSA, Diffie--Hellman and Related Public-Key Cryptography, Part 6: Elliptic Curve Systems (Draft 2) (October 30, 1994)
- アメリカ合衆国特許第 6,563,928号 に対して: Scott A. Vanstone, G. B. Agnew and R. C. Mullin, An implementation of elliptic curve cryptosystems over F2155, IEEE Journal on Selected Areas in Communications, Volume 11, Issue 5, Jun 1993 p. 804 - 813

## 参考資料
- RSA Laboratories, Crypto FAQ: 6.3.4 Are elliptic curve cryptosystems patented?
- The Case for Elliptic Curve Cryptography, National Security Agency discusses patent situation
- “Open-source group gets Sun security gift”. CNET News.com. 2008年2月10日閲覧。
- Alexander Klimov, Re: ECC patents?, Cryptography at metzdowd.com, October 15, 2005
- Bodo Moeller, Re: ECC patents?, Cryptography at metzdowd.com, October 17, 2005
- SECG: Patents held by Certicom as of May 26, 1999 and as of February 10, 2005
- Harper, Menezes and Vanstone, Public-Key Cryptosystems with Very Small Key Lengths, EUROCRYPT '92 (LNCS 658)
- Certicom v Sony complaint,